# Vä landsfiskalsdistrikt
Vä landsfiskalsdistrikt var 1918-1941 ett landsfiskalsdistrikt i Kristianstads län, bildat när Sveriges indelning i landsfiskalsdistrikt trädde i kraft den 1 januari 1918, enligt beslut den 7 september 1917. Landsfiskalsdistriktet avskaffades den 1 oktober 1941 (genom kungörelsen 28 juni 1941) när Sverige fick en ny indelning av landsfiskalsdistrikt. Av dess ingående områden överfördes Köpinge landskommun till Degeberga landsfiskalsdistrikt och kommunerna Skepparslöv och Vä till Äsphults landsfiskalsdistrikt.
Landsfiskalsdistriktet låg under länsstyrelsen i Kristianstads län.

## Ingående områden
Den 1 januari 1941 inkorporerades Norra Åsums landskommun i Kristianstads stad.

### Från 1918
Gärds härad:
- Köpinge landskommun
- Norra Åsums landskommun
- Skepparslövs landskommun
- Vä landskommun

### Från 1941
Gärds härad:
- Köpinge landskommun
- Skepparslövs landskommun
- Vä landskommun